# Antoni Soler i Ricart
Antoni Soler i Ricart   (Barcelona, 1951) és un professor, pacifista i escriptor català, president de l'organització FundiPau des del juny de 2016.
Cursà estudis superiors i es llicencià en Ciències Químiques per la Universitat de Barcelona. Professionalment, dedicà bona part de la seva activitat a la docència. Milità en grups pacifistes i no-violents des de la dècada de 1970, com ara el Grup d'Amics de l'Arca, la Marxa de la Llibertat, el Casal de la Pau de Barcelona, el Col·lectiu d'Acció No-Violenta o el moviment d'objecció de consciència. L'any 1983, participà en la creació de la Fundació per la Pau, avui en dia coneguda com a FundiPau. Posteriorment es diplomà en Cultura de pau a l'Escola de Cultura de Pau de la Universitat Autònoma de Barcelona. Participà en nombroses conferències i cursos sobre pau i conflictes, així com publicà diversos articles, llibres i treballs. Entre el juny de 2016 i l'octubre de 2021 va ser president de FundiPau, càrrec que va assumir Carme Suñé. Actualment, segueix com a membre del patronat.

## Obres
- Educació per la pau. Geografia dels conflictes (juntament amb M. Àngels Dumé, ed. Claret, 1996)
- Gandhi i la No-Violència Arxivat 2010-10-01 a Wayback Machine. (ed. Justícia i Pau, 1998)
- Això és Cultura de pau (ed. Mediterrània, 2005)